# レイモンド・バックランド
レイモンド・バックランド（Raymond Buckland、1934年8月31日 - ）は、イングランド出身のアメリカの男性ウイッカンである。ヴァージニア州公認の宗教法人で、現在はサンディエゴにて隠居生活を送る。
1934年にロンドンに生まれ、1962年に渡米、1963年頃、当時マン島に住んでいたジェラルド・ガードナーを知り、ガードナー派のハイ・プリーステス（高等女司祭）、モニク・ウィルソンよりイニシエーションを受ける。北米にガードナー派ウイッチクラフトを紹介した後、シークス・ウイッカというウイッカ流派を立ち上げ、ウイッチクラフトについての数々の著作を発表した。

## 著書
- 『サクソンの魔女 - 樹の書』